# Bolsjoj Tjujskij Kanal
Bolsjoj Tjujskij Kanal (ryska: Большой Чуйский Канал) är en kanal i Kirgizistan. Den ligger i den nordvästra delen av landet, 140 km väster om huvudstaden Bisjkek.